# Hypsoides anosibeana
Hypsoides anosibeana är en fjärilsart som beskrevs av Charles Oberthür. Hypsoides anosibeana ingår i släktet Hypsoides och familjen tandspinnare. Inga underarter finns listade i Catalogue of Life.